# Łosoś ochrydzki
Łosoś ochrydzki (Salmo ohridanus) – gatunek ryby z rodziny łososiowatych.

## Występowanie
Występuje jako endemit w jeziorze Ochrydzkim na dużych głębokościach.

## Opis
Osiąga długość 50 cm i masę 1 kg. Ciało jest wysmukłe, głowa mała, pysk tępo ścięty, zęby drobne. Płetwy są pomarańczowawe, ciało srebrzyste, pozbawione plamek.